# Neil Balfour
Neil Roxburgh Balfour (* 12. August 1944 in Lima) ist ein britischer Rechtsanwalt, Wirtschaftsmanager und Politiker der Conservative Party, der unter anderem zwischen 1979 und 1984 Mitglied des 1. Europäischen Parlamentes war.

## Leben
Neil Roxburgh Balfour ist das vierte und jüngste Kind aus der zweiten Ehe von Archibald Roxburgh Balfour (1883–1958), der als Captain bei den Lothian and Border Horse Yeomanry diente und später als Kaufmann in Chile und Peru tätig war, und Lilian Helen Cooper († 1989). Aus der ersten Ehe seines Vaters mit Pearl Isabel Alice Price († 1950) hatte er drei weitere Halbgeschwister. Nach dem Besuch des Ampleforth College absolvierte er ein grundständiges Studium am University College der University of Oxford, welches er mit einem Bachelor of Arts (BA) beendete. Nach einer juristischen Ausbildung erhielt er 1968 bei der Anwaltskammer von Middle Temple seine Zulassung als Barrister und nahm daraufhin eine Tätigkeit als Rechtsanwalt auf.
Nachdem er im März 1973, im Februar 1974 und im Oktober 1974 erfolglos für einen Sitz im Europäischen Parlament kandidiert hatte, wurde Balfour bei der Europawahl am 7. Juni 1979 als Abgeordneter der Conservative Party für den Wahlkreis Yorkshire North zum Mitglied des 1. Europäischen Parlamentes gewählt und gehörte diesem vom 17. Juli 1979 bis zum 23. Juli 1984 an. Er schloss sich der Fraktion der Europäischen Demokraten (ED) an und war zwischen dem 20. Juli 1979 und dem 9. April 1981 zunächst Mitglied des Ausschusses für Wirtschaft und Währung sowie im Anschluss vom 10. April 1981 bis zum 23. Juli 1984 Mitglied des Haushaltsausschusses. Nachdem er anschließend wieder als Rechtsanwalt tätig gewesen war, fungierte er zwischen 1991 und 2018 als Vorstandsvorsitzender von Mermaid Overseas Ltd und Mermaid Holdings Ltd. Er war ferner Chief Executive Officer (CEO) von Mostostal Warszawa S.A. und wurde 2005 Vorstandsvorsitzender von Mermaid Properties Sp. z o o.
Neil Balfour heiratete am 23. September 1969 in London Elisabeth von Jugoslawien (* 1936), Tochter von Paul von Jugoslawien (1893–1976) und Olga von Griechenland (1903–1997). Aus dieser Ehe ging der Sohn Nicholas Augustus Balfour (* 1970) hervor. Die Ehe zerbrach aufgrund einer Liaison Elisabeths mit dem Schauspieler Richard Burton und wurde 1978 geschieden. Daraufhin heiratete er am 4. November 1978 Serena Mary Churchill Russell (* 1944), Tochter des Lieutenants der US Navy und Zeitungsverlegers Edwin Fairman Russell (1914–2001) und der Lady Sarah Consuelo Spencer-Churchill (1921–2000), einer Tochter von John Spencer-Churchill, 10. Duke of Marlborough (1897–1972). Aus dieser Ehe gingen die Tochter Consuelo Lily Balfour (* 1979) und der Sohn Alastair Albert David Balfour (* 1981) hervor.